# آلاباندا
آلاباندا (به یونانی:Ἀλάβανδα؛ لاتین:Alabanda) یک شهر باستانی یونانی در کاریه در ترکیه امروزی است که در استان آیدین واقع شده‌است. 